# Wyomingopteryx
Wyomingopteryx ("křídlo z Wyomingu") je neoficiální rodové jméno nepříliš dobře známého ptakoještěra. Zmínka o tomto pterosaurovi se objevila pouze jednou, a to v popisu malby živočichů z Morrisonského souvrství Pata Redmana, publikovaném v roce 1994 paleontologem Robertem Bakkerem. Dostupné informace se vztahují pouze k původu fosilií (souvrství Morrison), které napovídají svrchnojurskému stáří, dále geografické pozici (stát Wyoming v USA) a zařazení do skupiny Pterodactyloidea. Více zatím není o tomto taxonu (definovaném jako nomen dubium) známo.